# HandyGames
Pour les articles homonymes, voir Handy.
HandyGames est un développeur et éditeur allemand de jeux vidéo basé à Giebelstadt. En juillet 2018, la société a été acquise par THQ Nordic.

## Histoire
La société a été fondée en 2000 par les frères Christopher et Markus Kassulke avec Udo Bausewein. En 2006, HandyGames a lancé son premier jeu gratuit financé par la publicité et a entamé la transition progressive vers un modèle commercial largement financé par la publicité. Depuis 2010, tous les nouveaux titres mobiles HandyGames sont gratuits.
En 2012, HandyGames s'est étendu à d'autres plates-formes telles que les PC ou les téléviseurs intelligents. En 2014, HandyGames comptait 150 000 téléchargements d'applications par mois et plus de 100 millions de téléchargements au total.
Aussi HandyGames était l'une des premières entreprises à lancer des jeux pour une technologie portable en 2014. Les jeux sont compatibles avec les appareils Android, compris le Moto 360 de Motorola, la Huawei Watch, le Sony Smartwatch et la LG G Watch.
En janvier 2014 et 2015, la société était l'un des principaux sponsors de la "HandyGames Charity Day" à Würzburg, qui visait à collecter des fonds pour la recherche sur le cancer. À ces deux occasions, l’événement a permis de récolter environ 50 000 euros,.
La société a commencé à développer des jeux VR en 2015 et a publié des titres tels que "Hidden Temple - VR Adventure". Ils peuvent être lus en 360° ou en VR à l’aide d’un des écrans tête-tête pris en charge, tels que Oculus Rift, Samsung Gear VR ou Google Cardboard. Simultanément, HandyGames a commencé à développer des jeux pour la huitième génération de consoles de jeu vidéo telles que la PlayStation 4, la Xbox One et plus tard pour la Nintendo Switch.
Le 9 juillet 2018, THQ Nordic a annoncé l’acquisition de HandyGames et de ses propriétés intellectuelles. THQ Nordic a déclaré que la direction du studio et tous les employés resteraient intactes,.
En 2020, la société emploie 60 personnes.
En mai 2021, l'Embracer Group a annoncé l'acquisition de Massive MiniTeam par HandyGames, qui sera entièrement intégrée à l'organisation HandyGames, sous le groupe opératoire THQ Nordic.

## Récompenses
- Deutscher Entwicklerpreis — Bestes studio (meilleur studio allemand)[15]

## Jeux
| Title                                                        | Platform          | Release date      | Developer               |
| ------------------------------------------------------------ | ----------------- | ----------------- | ----------------------- |
| Townsmen                                                     | Java              | 2003              | HandyGames              |
| Townsmen 2                                                   | Java              | 2003              | HandyGames              |
| Townsmen 3                                                   | Java              | 2005              | HandyGames              |
| Townsmen 4                                                   | Java              | 2007              | HandyGames              |
| Townsmen 5                                                   | Java              | 2008              | HandyGames              |
| Townsmen 6 revolution                                        | Java              | 2009              | HandyGames              |
| Townsmen 6 revolution                                        | Android           | 4 février 2011    | HandyGames              |
| Townsmen                                                     | Android           | 3 août 2013       | HandyGames              |
| Aces of the Luftwaffe: Squadron                              | Microsoft Windows | 24 juillet 2018   | HandyGames              |
| Aces of the Luftwaffe: Squadron                              | PlayStation 4     | 24 juillet 2018   | HandyGames              |
| Aces of the Luftwaffe: Squadron                              | Xbox One          | 24 juillet 2018   | HandyGames              |
| Giana Sisters: Twisted Dreams - Owltimate Edition            | Nintendo Switch   | 28 septembre 2018 | Black Forest Games      |
| Townsmen                                                     | Nintendo Switch   | 9 novembre 2018   | HandyGames              |
| Aces of the Luftwaffe: Squadron - Nebelgeschwader            | Microsoft Windows | 13 novembre 2018  | HandyGames              |
| Aces of the Luftwaffe: Squadron - Nebelgeschwader            | Nintendo Switch   | 13 novembre 2018  | HandyGames              |
| Aces of the Luftwaffe: Squadron - Nebelgeschwader            | PlayStation 4     | 13 novembre 2018  | HandyGames              |
| Aces of the Luftwaffe: Squadron - Nebelgeschwader            | Xbox One          | 13 novembre 2018  | HandyGames              |
| Jagged Alliance: Rage!                                       | Microsoft Windows | 6 décembre 2018   | Cliffhanger Productions |
| Jagged Alliance: Rage!                                       | PlayStation 4     | 6 décembre 2018   | Cliffhanger Productions |
| Jagged Alliance: Rage!                                       | Xbox One          | 6 décembre 2018   | Cliffhanger Productions |
| Clouds & Sheep 2                                             | Nintendo Switch   | 21 décembre 2018  | HandyGames              |
| Dynamite Fishing: World Games                                | Nintendo Switch   | 21 décembre 2018  | HandyGames              |
| Stunt Kite Party                                             | Nintendo Switch   | 8 février 2019    | HandyGames              |
| Rad Rodgers: Radical Edition                                 | Nintendo Switch   | 26 février 2019   | Slipgate Studios        |
| Townsmen: A Kingdom Rebuilt                                  | Microsoft Windows | 26 février 2019   | HandyGames              |
| SpellForce: Heroes & Magic                                   | Android           | 26 avril 2019     | Hex Games               |
| SpellForce: Heroes & Magic                                   | iOS               | 26 avril 2019     | Hex Games               |
| Stunt Kite Party                                             | Microsoft Windows | 7 juin 2019       | HandyGames              |
| Stunt Kite Party                                             | PlayStation 4     | 7 juin 2019       | HandyGames              |
| Stunt Kite Party                                             | Xbox One          | 7 juin 2019       | HandyGames              |
| ChessFinity                                                  | Android           | 4 juillet 2019    | Orkitec                 |
| ChessFinity                                                  | iOS               | 4 juillet 2019    | Orkitec                 |
| Battle Chasers: Nightwar - Mobile Edition                    | Android           | 1er août 2019     | Airship Syndicate       |
| Battle Chasers: Nightwar - Mobile Edition                    | iOS               | 1er août 2019     | Airship Syndicate       |
| This Is the Police 2                                         | Android           | 12 septembre 2019 | Weappy                  |
| This Is the Police 2                                         | iOS               | 12 septembre 2019 | Weappy                  |
| Lock's Quest                                                 | Android           | 26 septembre 2019 | Digital Continue        |
| Lock's Quest                                                 | iOS               | 26 septembre 2019 | Digital Continue        |
| Little Big Workshop                                          | Macintosh         | 17 octobre 2019   | Mirage Game Studios     |
| Little Big Workshop                                          | Microsoft Windows | 17 octobre 2019   | Mirage Game Studios     |
| Through the Darkest of Times                                 | Macintosh         | 30 janvier 2020   | Paintbucket Games       |
| Through the Darkest of Times                                 | Microsoft Windows | 30 janvier 2020   | Paintbucket Games       |
| Townsmen: A Kingdom Rebuilt                                  | PlayStation 4     | 20 février 2020   | HandyGames              |
| Townsmen: A Kingdom Rebuilt                                  | Xbox One          | 20 février 2020   | HandyGames              |
| Townsmen: A Kingdom Rebuilt – The Seaside Empire             | Microsoft Windows | 20 février 2020   | HandyGames              |
| Townsmen: A Kingdom Rebuilt – The Seaside Empire             | Nintendo Switch   | 20 février 2020   | HandyGames              |
| Townsmen: A Kingdom Rebuilt – The Seaside Empire             | PlayStation 4     | 20 février 2020   | HandyGames              |
| Townsmen: A Kingdom Rebuilt – The Seaside Empire             | Xbox One          | 20 février 2020   | HandyGames              |
| Spitlings                                                    | Stadia            | 25 février 2020   | Massive Miniteam        |
| Aces of the Luftwaffe: Squadron – Extended Edition           | Android           | 28 février 2020   | HandyGames              |
| Aces of the Luftwaffe: Squadron – Extended Edition           | iOS               | 28 février 2020   | HandyGames              |
| Rebel Cops                                                   | Android           | 23 avril 2020     | Weappy                  |
| Rebel Cops                                                   | iOS               | 23 avril 2020     | Weappy                  |
| Through the Darkest of Times                                 | Android           | 7 mai 2020        | Paintbucket Games       |
| Through the Darkest of Times                                 | iOS               | 7 mai 2020        | Paintbucket Games       |
| Spitlings                                                    | Microsoft Windows | 4 août 2020       | Massive Miniteam        |
| Spitlings                                                    | Nintendo Switch   | 4 août 2020       | Massive Miniteam        |
| Spitlings                                                    | PlayStation 4     | 4 août 2020       | Massive Miniteam        |
| Spitlings                                                    | Xbox One          | 4 août 2020       | Massive Miniteam        |
| Through the Darkest of Times                                 | Nintendo Switch   | 13 août 2020      | Paintbucket Games       |
| Through the Darkest of Times                                 | PlayStation 4     | 13 août 2020      | Paintbucket Games       |
| Through the Darkest of Times                                 | Xbox One          | 13 août 2020      | Paintbucket Games       |
| Little Big Workshop                                          | Xbox One          | 24 septembre 2020 | Massive Miniteam        |
| Little Big Workshop                                          | PlayStation 4     | 24 septembre 2020 | Massive Miniteam        |
| Little Big Workshop                                          | Nintendo Switch   | 1er octobre 2020  | Massive Miniteam        |
| Neighbours Back from Hell                                    | Microsoft Windows | 8 octobre 2020    | FarbWorks               |
| Neighbours Back from Hell                                    | Nintendo Switch   | 8 octobre 2020    | FarbWorks               |
| Neighbours Back from Hell                                    | PlayStation 4     | 8 octobre 2020    | FarbWorks               |
| Neighbours Back from Hell                                    | Xbox One          | 8 octobre 2020    | FarbWorks               |
| Chicken Police: Paint it Red!                                | Microsoft Windows | 5 novembre 2020   | The Odd Gentlemen       |
| Chicken Police: Paint it Red!                                | Nintendo Switch   | 5 novembre 2020   | The Odd Gentlemen       |
| Chicken Police: Paint it Red!                                | PlayStation 4     | 5 novembre 2020   | The Odd Gentlemen       |
| Chicken Police: Paint it Red!                                | Xbox One          | 5 novembre 2020   | The Odd Gentlemen       |
| Little Big Workshop                                          | Stadia            | 6 novembre 2020   | Massive Miniteam        |
| El Hijo: A Wild West Tale                                    | Stadia            | 3 décembre 2020   | Honig Studios           |
| El Hijo: A Wild West Tale                                    | Microsoft Windows | 3 décembre 2020   | Honig Studios           |
| El Hijo: A Wild West Tale                                    | Nintendo Switch   | 2020              | Honig Studios           |
| El Hijo: A Wild West Tale                                    | PlayStation 4     | 2020              | Honig Studios           |
| El Hijo: A Wild West Tale                                    | Xbox One          | 2020              | Honig Studios           |
| Pile Up!                                                     | Microsoft Windows | 18 mars 2021      | Seed by Seed            |
| Pile Up!                                                     | Nintendo Switch   | 18 mars 2021      | Seed by Seed            |
| Pile Up!                                                     | PlayStation 4     | 18 mars 2021      | Seed by Seed            |
| Pile Up!                                                     | Xbox One          | 18 mars 2021      | Seed by Seed            |
| SpongeBob SquarePants: Battle for Bikini Bottom – Rehydrated | Android           | January 21, 2021  | Purple Lamp Studios     |
| SpongeBob SquarePants: Battle for Bikini Bottom – Rehydrated | iOS               | January 21, 2021  | Purple Lamp Studios     |
| Airhead                                                      | Microsoft Windows | 2021              | Octato                  |
| Airhead                                                      | Nintendo Switch   | 2021              | Octato                  |
| Airhead                                                      | PlayStation 4     | 2021              | Octato                  |
| Airhead                                                      | Xbox One          | 2021              | Octato                  |
| A Rat's Quest: The Way Back Home                             | Microsoft Windows | 2021              | The Dreamerians         |
| A Rat's Quest: The Way Back Home                             | Nintendo Switch   | 2021              | The Dreamerians         |
| A Rat's Quest: The Way Back Home                             | PlayStation 4     | 2021              | The Dreamerians         |
| A Rat's Quest: The Way Back Home                             | Xbox One          | 2021              | The Dreamerians         |
| Endling: Extinction is Forever                               | Microsoft Windows | 2021              | Herobeat Studios        |
| Endling: Extinction is Forever                               | Nintendo Switch   | 2021              | Herobeat Studios        |
| Endling: Extinction is Forever                               | PlayStation 4     | 2021              | Herobeat Studios        |
| Endling: Extinction is Forever                               | Xbox One          | 2021              | Herobeat Studios        |
| One Hand Clapping                                            | Android           | 2021              | Bad Dream Games         |
| One Hand Clapping                                            | iOS               | 2021              | Bad Dream Games         |
| One Hand Clapping                                            | Microsoft Windows | 2021              | Bad Dream Games         |
| One Hand Clapping                                            | Nintendo Switch   | 2021              | Bad Dream Games         |
| One Hand Clapping                                            | PlayStation 4     | 2021              | Bad Dream Games         |
| One Hand Clapping                                            | Xbox One          | 2021              | Bad Dream Games         |
| Townsmen VR                                                  | HTC Vive          | TBA               | HandyGames              |
| Townsmen VR                                                  | Oculus Rift       | TBA               | HandyGames              |
| Townsmen VR                                                  | PlayStation VR    | TBA               | HandyGames              |